# 옥과향교
옥과향교(玉果鄕校)는 대한민국 전라남도 곡성군 옥과면에 있는 향교이다. 1985년 2월 25일 전라남도의 유형문화재 제109호로 지정되었다.

## 개요
향교는 훌륭한 유학자를 제사하고 지방민의 유학교육과 교화를 위하여 나라에서 지은 교육기관이다.
옥과향교가 처음 지어진 연대는 알 수 없다. 다만 원래의 자리가 황산이었는데 율정으로 옮겼고, 조선 영조 31년(1755)에 현 위치로 옮겼다고 한다. 정조 20년(1796)에 수리하였으며, 고종 광무 2년(1898)에 다시 고쳐서 오늘에 이르고 있다.
경사진 곳에 위치하고 있어서 앞쪽 낮은 곳에는 배움의 공간으로 명륜당을 두고, 뒤쪽 높은 곳에는 제사공간으로 대성전을 두고 있다. 이곳은 향교의 일반적 배치형태인 전학후묘의 형식을 따르고 있다.
조선시대에는 국가로부터 토지·노비·책 등을 지급받아 학생들을 가르쳤으나 갑오개혁(1894) 이후에는 교육적 기능은 없어지고, 봄·가을에 걸쳐 제사만 지낸다. 이곳에 보관하고 있는 책 중 『양목재절목』, 『향교전곡출입절목』 등은 옥과향교만이 가지고 있는 독특한 자료로 간주된다.

## 참고 자료
- 옥과향교 - 국가유산청 국가유산포털